# Hanham
Pour l’article homonyme, voir Joan Hanham.
Hanham est une paroisse civile et un village du Gloucestershire, en Angleterre.